# حامد فولادوند
حامد فولادوند (متولد ۱۳۲۳) مترجم ایرانی است. شهرت او عمدتاً به‌دلیل ترجمهٔ آثار فلسفی و ایران‌شناختی است.

## آثار
- وداع با سارتر، سیمون دوبووار، حامد فولادوند (مترجم)، ناشر: جامی
- واپسین شطحیات، فریدریش نیچه، حامد فولادوند (مترجم)، ناشر: جامی
- حکمت شادان، فریدریش ویلهلم نیچه، جمال آل احمد (مترجم)، سعید کامران (مترجم)، حامد فولادوند (مترجم)، ناشر: جامی
- نیچه، فروید، مارکس، میشل فوکو، گروه مترجمان، ناشر: هرمس - ۱۳۹۴
- چگونه قرآن بخوانیم، محمد ارکون، ترجمهٔ حامد فولادوند، تهران: انتشارات عطایی، ۱۳۶۲
- سه روز آخر فرناندو پسوآ، آنتونیو تابوکی، ترجمه حامد فولادوند
- سوار بر سورتمهٔ آرتور شوپنهاور، یاسمینا رضا، حامد فولادوند (مترجم)، ناشر: عطایی
- کروکی‌هایی از معماری ایران، آلن بایاش، کریم امامی (مترجم)، حامد فولادوند (مقدمه)، ناشر: فرهنگسرای یساولی
- نیچه، عرفان و جهان ایرانی، حامد فولادوند، ناشر: بهجت، شما
- Du cote de chez khayyam: Nihilisme et fatalisme dionysiaque au temps des Assassins، حامد فولادوند، ناشر: بهجت، شما
- مکتب فرانکفورت و نیچه، هانس گئورگ گادامر، حامد فولادوند (مترجم)، ناشر: مهر نیوشا
- آفرین بر قلمت ای بهزاد: زندگی و آثار استاد حسین بهزاد، محمد ناصری پور، بهروز تورانی (مترجم)، حامد فولادوند (مترجم)، ناشر: سروش
- در شناخت نیچه، حامد فولادوند (به اهتمام)، ناشر: بازتاب نگار، کتاب نادر
- تأثیر فرهنگ ایران بر اندیشمندان عصر روشنگری: یادگاری ارزشمند از بانویی عدالت‌خواه و آزاده، مریم فیروز، حامد فولادوند (مترجم)، ناشر: تاریخ ایران
- سینماتیک و دینامیک، حامد فولادوند، ناشر: قلم اعظم
- از هایدگر تا سهروردی، هانری کربن، حامد فولادوند (مترجم)، ناشر: وزارت فرهنگ و ارشاد اسلامی
- هفت زائر وادی عشق، حامد فولادوند، ناشر: یساولی
- مرگ در ایران، آنه ماری شوارتسنباخ، حامد فولادوند (مترجم)، لیلا فولادوند (مترجم)، ناشر: تاریخ ایران
- بن لادن، حقیقت ممنوع، ژان شارل بریزار، گیوم داسکیه، حامد فولادوند (مترجم)، ناشر: عطایی - ۱۳۸۱
- عشق بازی می‌کنم با نام او، نمایشنامه بر اساس مجنون الزا اثر لوئی آراگون، حامد فولادوند، مهری شاه حسینی، محمود شاه حسینی، ناشر: جامی - ۱۳۸۲
- هفت زائر وادی عشق، حامد فولادوند، جعفر روح بخش (نقاش)، ناشر: فرهنگسرای یساولی